# Julius Haevecker

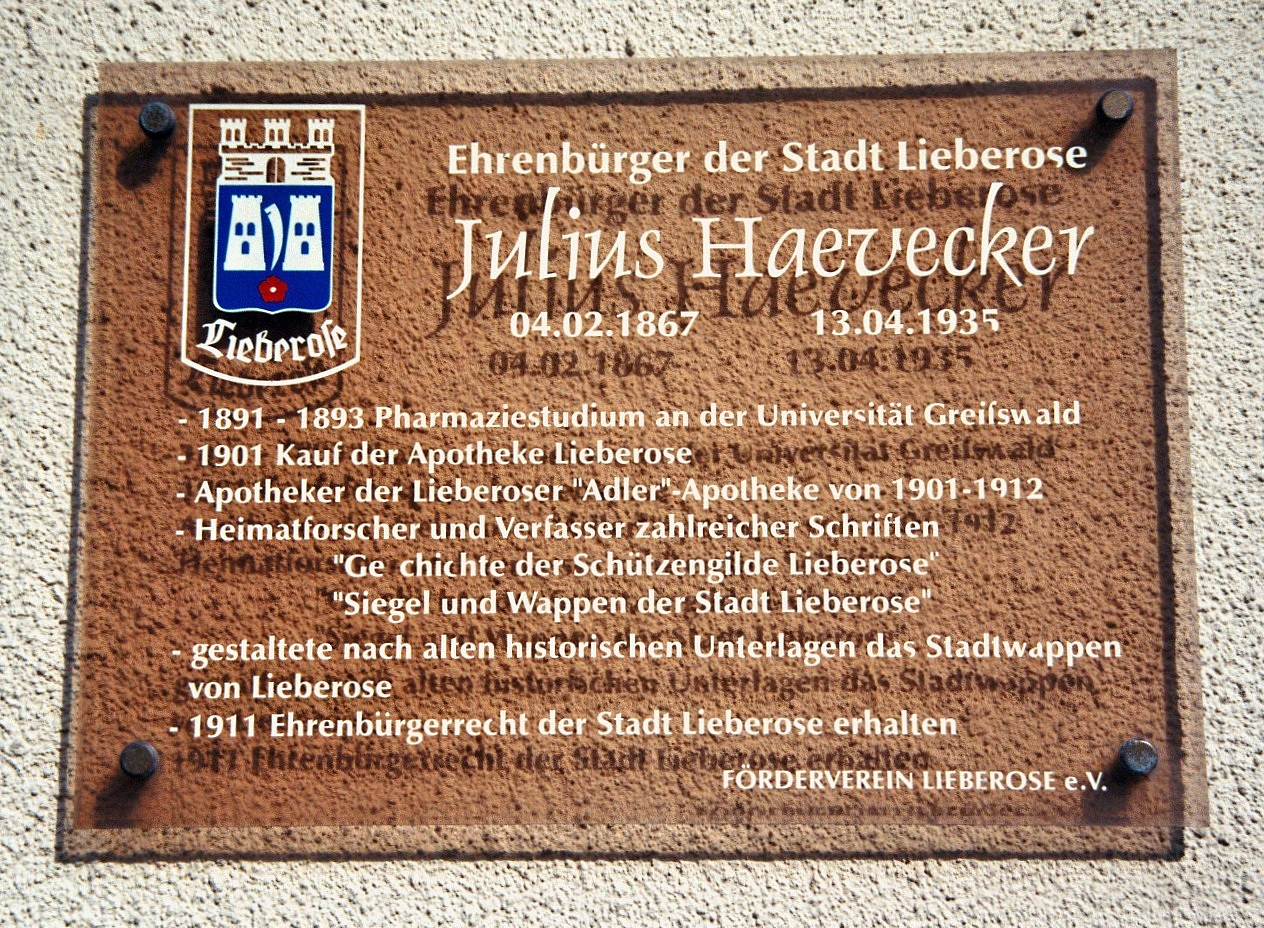
Gedenktafel für Julius Haevecker an der Adler-Apotheke in Lieberose

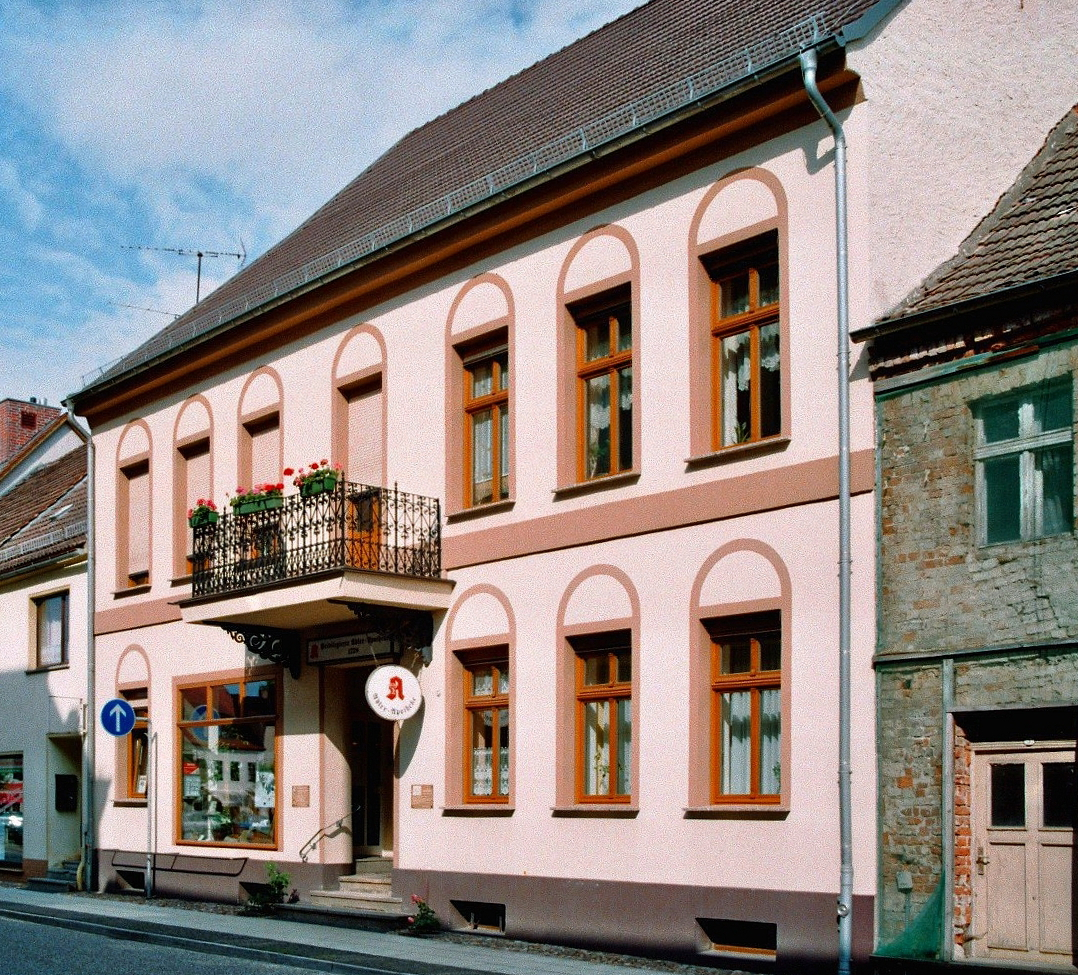
Die Adler-Apotheke im Jahr 2011

Julius Haevecker (* 4. Februar 1867; † 13. April 1935) war ein deutscher Apotheker und Heimatforscher. 
Haevecker studierte von 1891 bis 1893 Pharmazie an der Universität Greifswald. 1901 erwarb er die 1824 vom Königlich Sächsischen Obermilitärapotheker zu Dresden,  Gottlob Wilhelm Roedelius, erbaute Adler-Apotheke in Lieberose, die er bis 1912 führte. 
Der Apotheker betätigte sich intensiv als Heimatforscher und verfasste zahlreiche Schriften vornehmlich zu Aspekten der Lieberoser Ortsgeschichte, wie etwa Geschichte der Schützengilde Lieberose und Siegel und Wappen der Stadt Lieberose. Außerdem ist Julius Haevecker Schöpfer des Stadtwappens von Lieberose, das er nach alten historischen Unterlagen gestaltete.
Für seine heimatkundlichen Verdienste verlieh ihm die Stadt Lieberose 1911 das Ehrenbürgerrecht.
| Personendaten    | Personendaten                          |
| ---------------- | -------------------------------------- |
| NAME             | Haevecker, Julius                      |
| KURZBESCHREIBUNG | deutscher Apotheker und Heimatforscher |
| GEBURTSDATUM     | 4. Februar 1867                        |
| STERBEDATUM      | 13. April 1935                         |